# Dieunomia xerophila
Dieunomia xerophila là một loài Hymenoptera trong họ Halictidae. Loài này được Cockerell mô tả khoa học năm 1899.